# Sudar Andromede i Mliječnog puta
Sudar Andromede i Mliječnog puta galaktički je sudar koji je predviđen za oko 4,5 milijardi godina između dvije galaksije u Lokalnoj grupi – Mliječnog puta (koji sadrži Sunčev sustav i Zemlju) i Andromede. Nezadrživo se privlače jureći u zagrljaj brzinom od 120 kilometara u sekundi. Udaljenost između Mliječnog puta i Andromede iznosi dvije milijarde i dvjesto milijuna svjetlosnih godina (2,2 × 109 gs). Za oko dvije milijarde godina dvije galaksije počet će se se spajati u loptastu megagalaksiju i izgubit će svoje spirale. To je privlačenje posljedica sile gravitacije dviju galaksija i tamne tvari koja ih okružuje. Zvijezde galaktika dovoljno su udaljene da je nemoguće njihovo sudaranje. Neke će se zvijezde izbaciti iz rezultirajuće galaksije, pod nadimkom Miiječnomeda, u obliku gigantske eliptične galaksije.

## Veličina galaksija
Galaksija Mliječni put šira je za 15, a teža 50 posto od prijašnjih vjerovanja te se kreće brzinom od 914.000, a ne 792.000 km/h. Velika je gotovo kao Andromeda i nije, kao što se dosad mislilo, njena mala sestra. Posao izačunavanja je bio toliko ozbiljan da su donedavno najprecizniji modeli varirali od između 700 milijardi do čak 2000 milijardi puta veće mase od mase Sunca. Metoda se može savršeno primijeniti i na bilo kakav drugi gravitacijski međuodnos. Pa su tako znanstvenici usput procijenili i da je galaksija Andromeda nešto masivnija od Mliječnog puta.

## Sigurnost
Galaksija Andromeda približava se Mliječnom putu brzinom oko 110 ili 120 km/s kako je naznačeno plavim pomakom. Međutim, bočnu brzinu (izmjerenu kao pravilno kretanje) vrlo je teško izmjeriti s preciznošću kako bi se izvukli razumni zaključci: bočna brzina od samo 7,7 km/s značila bi da se Andromeda galaksija kreće prema točki od 177.800 svjetlosnih godina prema strani Mliječnog puta ((7,7 km / s) / (110 km / s) × (2,540,000 ly)), a takva brzina tijekom osmogodišnjeg vremenskog okvira iznosi samo 1/3000 piksela Svemirskog teleskopa Hubble ( Hubbleova razlučivost: 0,05 lučnih sekunda: (7,7 km / s) / (300 000 km / s) × (8 g) / (2,540 000 sg) × 180 ° / π × 3600 = 0,000017 lučnih sekunda). Sve do 2012. nije bilo poznato hoće li se mogući sudar definitivno dogoditi ili ne. U 2012. godini, istraživači su zaključili da je sudar siguran koristeći Hubble za praćenje kretanja zvijezda u Andromedi između 2002. i 2010. s točnošću podpiksela.  Otkriveno je da je Andromedina tangencijalna ili bočna brzina u odnosu na Mliječni put mnogo manja od brzine prilaska, pa se očekuje da će se ona izravno sudariti s Mliječnim putem za oko četiri i pol milijarde godina. 
Ovakvi sudari relativno su česti s obzirom na dug životni vijek galaksija. Vjeruje se da se Andromeda u prošlosti sudarila s barem jednom drugom galaksijom, a nekoliko patuljastih galaksija poput Sgr dSph i Magellanovih oblaka trenutno se sudaraju s Mliječnim putem i spajaju se u nju. S Andromedom će se sudariti M32 i M101. 
Studije također pokazuju da će M33, galaksija Trokut - treća najveća i treća najsjajnija galaksija Lokalne grupe - također sudjelovati u sudaru. Njegova najvjerojatnija sudbina je da završe u orbiti oko ostataka galaksija Mliječni put i Andromeda i konačno se spoje s njom u još udaljenijoj budućnosti. Međutim, sudar s Mliječnim putem prije nego što se sudario s galaksijom Andromeda ili izbacivanje iz Lokalne grupe ne može se isključiti.

## Sudari između zvijezda
Dok Andromeda galaksija sadrži oko 1 bilijun zvijezda, a Mliječni put sadrži oko 300 milijardi, vjerojatnost sudara dvaju zvijezda zanemariva je zbog ogromnih udaljenosti između zvijezda. Na primjer, najbliža zvijezda Suncu je Proksima Centaura, udaljena oko 4,2 svjetlosne godine (4,0 × 1013 km; 2,5 × 1013 milja) ili 30 milijuna (3 × 107) sunčevih promjera.
Da bismo vizualizirali tu ljestvicu, ako bi Sunce bila ping-pong lopta, Proksima Centaura bio bi grašak udaljen oko 1100 km (680 milja), a Mliječni put bi bio širok oko 30 milijuna km. Iako su zvijezde uobičajenije u blizini središta svake galaksije, prosječna udaljenost između zvijezda i dalje je 160 milijardi (1,6 × 1011) km (100 milijardi milja). To je analogno jednoj ping-pong kugli svakih 3,2 km. Dakle, vrlo je malo vjerojatno da bi se bilo koje dvije zvijezde iz galaksija koje se spajaju sudarale.

## Sudaricrnih rupa
Mliječni put i Andromeda sadrže središnju supermasivnu crnu rupu (SMBH), a to su Strijelac A * (oko 3,6 × 106 M☉) i objekt unutar koncentracije P2 u jezgri Andromede (1–2 × 108 M☉), Te će se crne rupe konvergirati u blizini središta novoformirane galaksije tijekom razdoblja koje može potrajati milijunima godina, zbog procesa poznatog kao dinamičko trenje: kako se SMBH kreću u odnosu na okolni oblak mnogo manje masivnih zvijezda, gravitacijske interakcije dovode na neto prijenos orbitalne energije iz SMBH-a na zvijezde, uzrokujući "zvijezde" u orbite višeg polumjera, a SMBH-i "potonuće" prema galaktičkoj jezgri. Kad SMBH dođu unutar jedne svjetlosne godine jedna od druge, počet će snažno emitirati gravitacijske valove koji će zračiti daljnju orbitalnu energiju dok se u potpunosti ne spoje. Plin pokupljen u kombinaciji crne rupe mogao bi stvoriti blistav kvazar ili aktivnu jezgru galaktike, oslobađajući toliko energije kao 100 milijuna eksplozija supernove. Od 2006. godine, simulacije su pokazale da bi se Sunce moglo približiti središnjem dijelu kombinirane galaksije, potencijalno se približava jednoj od crnih rupa prije nego što se u potpunosti izbaci iz galaksije. Alternativno, Sunce se može približiti nekoj od crnih rupa malo bliže i biti razbijena gravitacijom crne rupe. Dijelovi bivšeg Sunca bili bi uvučeni u crnu rupu.

## Sudbina Sunčevog sustava
Dvoje znanstvenika s Harvard-Smithsonian centra za astrofiziku izjavili su da kada, pa i hoće li se dvije galaksije sudarati, ovisit će o Andromedinoj poprečnoj brzini.  Na osnovu trenutnih izračuna predviđaju 50% šanse da će se u spojenoj galaksiji Sunčev sustav izbaciti tri puta dalje od jezgre galaktike od njegove trenutne udaljenosti.  Također predviđaju 12% šanse da će Sunčev sustav biti izbačen iz nove galaksije negdje tijekom sudara. Takav događaj ne bi imao štetne učinke na sustav i šanse za bilo kakve smetnje Suncu ili samim planetima mogu biti smanjene.   
Ako se izuzme planetarni inženjering, do trenutka sudaranja dviju galaksija na površini Zemlje već će postati previše vruće da bi tekuća voda mogla postojati, okončavajući sav zemaljski život; za koju se procjenjuje da će se pojaviti za oko 3,75 milijardi godina zbog postupnog povećanja svjetlosti Sunca (povisit će se za 35–40% iznad trenutne svjetlosti).
Međutim, život u Sunčevom sustavu (ako još uvijek postoji) može biti ugrožen povećanom razinom radijacije i većom učestalošću eksplozija supernova u galaksiji. Dodatna opasnost predstavlja mogućnost da će utjecaji okolnih zvijezda izbaciti više tijela iz Oortovog oblaka i uputiti ih u orbite koje idu u središte Sunčevog sustava. 

## Mogući pokrenuti zvjezdani događaji
Kad se dvije spiralne galaksije sudaraju, vodik prisutan na njihovim diskovima se sažima, stvarajući snažno stvaranje zvijezda, što se može vidjeti na međudjelujućim interakcijskim sustavima poput galaksija Ticala. U slučaju sudara Andromeda-Mliječni put, vjeruje se da će u diskovima obje galaksije ostati malo plina, pa će spomenuti zvjezdani prasak biti relativno slab, premda će možda biti dovoljan da formira kvazar .

## Ostatak spajanja
Galaktički proizvod sudara dobio je nadimak Mliječnomeda. Prema simulacijama, ovaj će objekt izgledati poput divovske eliptične galaksije, ali sa središtem koje pokazuje manju zvjezdanu gustoću od trenutnih eliptičnih galaksija. Međutim, moguće je da će rezultirajući objekt biti velika lećasta galaksija, ovisno o količini preostalog plina u Mliječnom putu i Andromedi.
U dalekoj budućnosti, otprilike 150 milijardi godina od danas, preostale galaksije Lokalne grupe udružit će se s tim objektom, što je sljedeća evolucijska faza lokalne skupine galaksija.